# Nowy Świat (gazeta)
Nowy Świat – dziennik ogólnopolski, założony 1991, przez środowiska konserwatywne, wydawany w Warszawie przez Niezależny Instytut Wydawniczy. Ostatni numer ukazał się 8 marca 1993.

## Historia
1 nr gazety ukazał się w weekend 30 listopada – 1 grudnia 1991 roku.
Na wiosnę 1992, redaktor naczelny gazety Piotr Wierzbicki poparł ministra obrony Jana Parysa (który skonfliktowany z prezydentem Lechem Wałęsą – został zmuszony do dymisji) i zaostrzył kurs gazety z neutralnej i konserwatywnej na zdecydowanie antywałęsowską. Niedługo potem sam Wierzbicki został zmuszony do dymisji. Zastąpił go na kilka miesięcy Jan Zaleski. Gazeta popadała w coraz większe tarapaty finansowe (przez kilka miesięcy letnich nie płaciła wynagrodzeń, część zespołu odeszła). Na jesieni 1992 Zaleskiego zastąpił dotychczasowy zastępca redaktora naczelnego (i pierwszy szef działu politycznego) Andrzej Karnkowski. 7 marca 1993 Jerzy Grohman ogłosił, wbrew poprzednim, wielokrotnym zapewnieniom o świetlanych perspektywach gazety (słynne wśród zespołu „nie rozumiem Państwa zaniepokojenia – właśnie dopływamy do portu”), że następnego dnia gazeta przestaje się ukazywać.

## Redakcja
Publikowali w niej m.in. Teresa Bochwic, Erazm Ciołek, Anita Gargas, Marek Gędek, Jarosław Maciej Goliszewski, Elżbieta Isakiewicz, Marek Jurczyński, Krzysztof Karwowski, Andrzej Tadeusz Kijowski – także jako KAT, Marek Krukowski, Piotr Jakucki, Amelia Łukasiak, Ryszard Nachiło, Włodzimierz Sochacki, Tomasz Sakiewicz, Maciej Wojciechowski, Leszek Żebrowski, Krzysztof Miklas, Paweł Zarzeczny.